# Vollore-Montagne
Vollore-Montagne é uma comuna francesa na região administrativa de Auvérnia-Ródano-Alpes, no departamento Puy-de-Dôme. Estende-se por uma área de 20,89 km². Em 2010 a comuna tinha 311 habitantes (densidade: 14,9 hab./km²).